# Gunter Hofmann

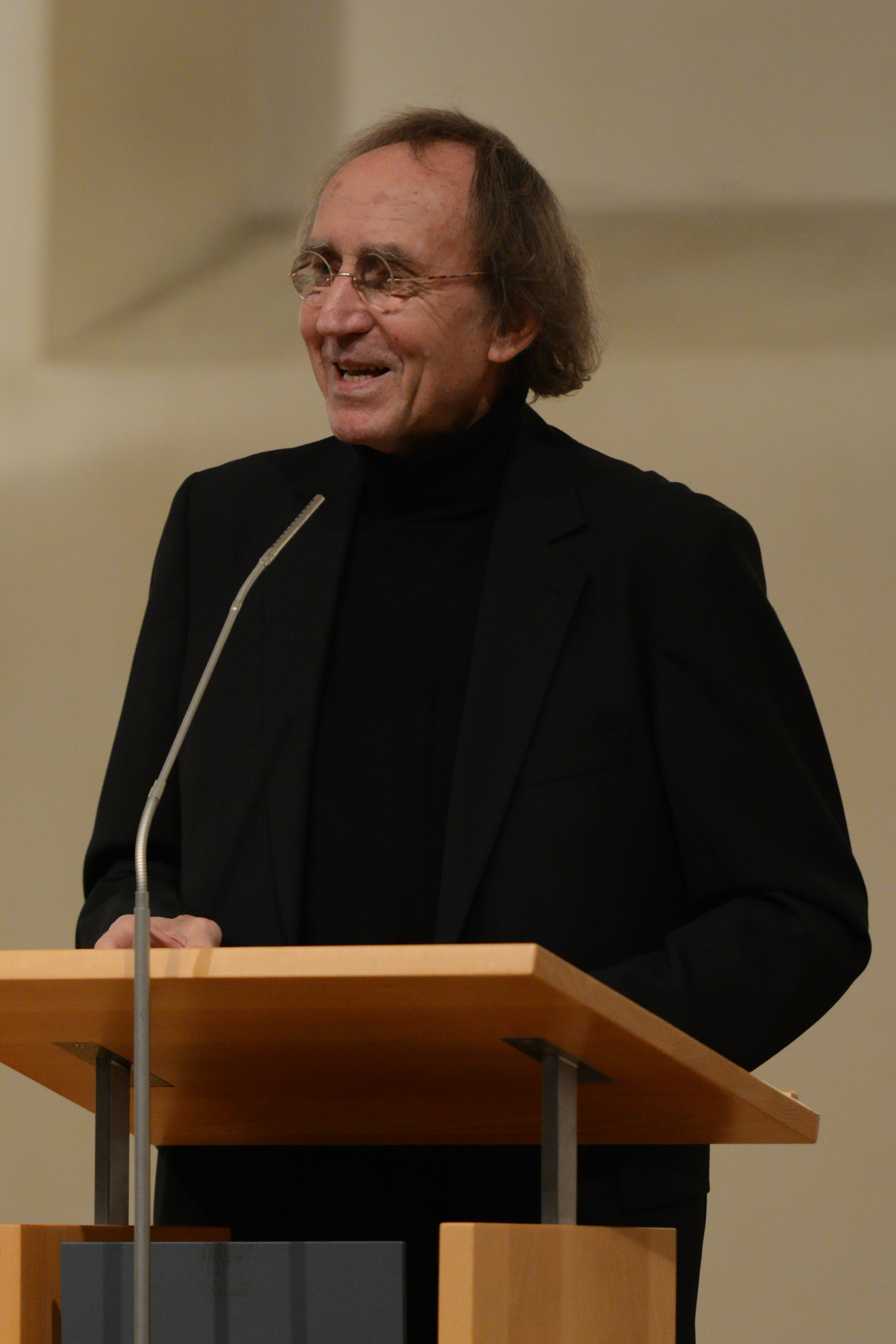
Gunter Hofmann 2013

Gunter Hofmann (* 31. Dezember 1942 in Oberwernersdorf/Sudeten) ist ein deutscher Journalist.

## Leben
Gunter Hofmann wurde als Sohn von Ernst Hofmann und seiner Frau Isolde, geb. Siegel, in Oberwernersdorf im Sudetenland (heute: Horní Vernéřovice, Tschechien) geboren. Er wuchs in Markt Nordheim (Mittelfranken) und Limburg an der Lahn auf, wo er seit Ostern 1953 das Realgymnasium besuchte. Nach dem Abitur studierte Hofmann Politikwissenschaft, Soziologie, Germanistik und Philosophie in Frankfurt und Heidelberg und wurde im Juli 1968 mit der Dissertationsschrift Politik und Ethos bei Karl Jaspers in politischer Philosophie bei Dolf Sternberger in Heidelberg promoviert.
Er arbeitete bis 2008 erst als Leiter des Bonner Büros, später als Chefkorrespondent der Wochenzeitung Die Zeit in Berlin, wo er bis heute als Autor beschäftigt ist. Davor war er sieben Jahre lang Korrespondent für die Stuttgarter Zeitung in Bonn. Er schrieb außerdem eine wöchentliche Kolumne für Cicero-Online.
Für sein Buch Abschiede, Anfänge – Die Bundesrepublik, eine Anatomie (2002) erhielt er 2003 den Preis Das politische Buch der Friedrich-Ebert-Stiftung für „das beste politische Buch des Jahres“.
Gemeinsam mit Ulrike Brincker veröffentlichte Hofmann 2007 den Film Mister Bundesrepublik zum 80. Geburtstag des früheren Außenministers Hans-Dietrich Genscher. Mit dem ZDF-Journalisten Ruprecht Eser und Regisseur Marvin Enholt schuf er den Film Helmut Schmidt: Der deutsche Kanzler (2008). Zum 90. Geburtstag von Richard von Weizsäcker legte er 2010 eine Biografie vor. 2019 veröffentlichte er eine Biographie über Marion Gräfin Dönhoff, 2023 folgte eine Darstellung über Willy Brandt.
Gunter Hofmann ist verheiratet und hat drei Söhne.

## Schriften
- Politik und Ethos bei Karl Jaspers, Dissertationsschrift, Heidelberg 1968.
- Willy Brandt. Porträt eines Aufklärers aus Deutschland, Rowohlt Verlag, Reinbek bei Hamburg 1988.
- Richard von Weizsäcker im Gespräch mit Gunter Hofmann und Werner A. Perger, Vito von Eichborn Verlag, Frankfurt am Main 1992.
- Die Kontroverse: Weizsäckers Parteienkritik in der Diskussion, Vito von Eichborn Verlag, Frankfurt am Main 1992.
- Heiner Geißler im Gespräch mit Gunter Hofmann und Werner A. Perger, 1993, ISBN 3-8218-1163-3.
- Abschiede, Anfänge – Die Bundesrepublik, eine Anatomie, Verlag Antje Kunstmann, München 2002.
- Familienbande. Die Politisierung Europas, Verlag Antje Kunstmann, München 2005.
- mit Adam Krzemiński, Dirk Reinartz und Lukas Trzcinski: Schuld & Sühne und Stolz & Vorurteil, Edition Fototapeta 2007.
- Richard von Weizsäcker. Ein deutsches Leben, C. H. Beck, München 2010, ISBN 978-3-406-59809-8.
- Polen und Deutsche. Der Weg zur europäischen Revolution 1989/1990, Suhrkamp, Berlin 2011, ISBN 978-3-518-42234-2.
- Willy Brandt und Helmut Schmidt – Geschichte einer schwierigen Freundschaft, C. H. Beck, München 2012, ISBN 978-3-406-63977-7.
- Helmut Schmidt – Soldat, Kanzler, Ikone, C. H. Beck, München 2015, ISBN 978-3-406-68688-7.
- Marion Dönhoff: Die Gräfin, ihre Freunde und das andere Deutschland, C. H. Beck, München 2019, ISBN 978-340-672592-0.
- Willy Brandt : Sozialist, Kanzler, Patriot, C. H. Beck, München 2023, ISBN 978-3-406-79875-7.[3]